# Henry Smith
Henry Smith (Montreal, Canadá, 1767 - Varma, Bulgaria, 1854) fue un capitán y oficial naval de la Marina Real del Reino Unido. Cuando servía como teniente a bordo del HMS Tyne en 1832, se ofreció como voluntario para convertirse en el primer oficial naval británico residente de las Islas Malvinas, tras la ocupación británica de 1833, cargo que mantuvo hasta que renunció en 1838.
En 1844 fue nombrado comandante de la corbeta HMS Rattler
```
En 1853, fue designado para comandar la nave 
HMS 
Simoom
 en la 
guerra de Crimea
, falleciendo a bordo de la misma al año siguiente.
```

## Malvinas

### Situación en 1833
El 2 de enero de 1833, el capitán John Onslow a bordo del HMS Clio ocupa las islas Malvinas con el apoyo Reino Unido y expulsa a la guarnición militar, autoridades y a la población civil argentina.llevó a cabo el reemplazo forzado de la población argentina nativa por súbditos británicos, prohibiendo en adelante la permanencia de argentinos.
Unos días más tarde, y sin más instrucciones por cumplir, Onslow abandonó el archipiélago rumbo a la costa del Brasil
```
El 3 de marzo 
Matthew Brisbane
 se hizo cargo de las islas, como administrador interino del asentamiento.
[
5
]
[
6
]
 Onslow no tomó medidas con respecto a la administración de las islas, aunque le dio al almacenero de la colonia (
William Dickson
, de origen 
irlandés
, y asesinado posteriormente) una bandera británica y 25 brazas de cuerda para izarla todos los domingos y ante la llegada de algún barco.
[
5
]
```

El 26 de agosto ocurre un alzamiento gaucho encabezado por Antonio Rivero contra las autoridades de ocupación Luego, la población no sublevada huye a la isla Hog, mientras los gauchos y charrúas se quedaron en la isla Soledad, impidiendo el izado de la bandera británica. Recién el 21 de enero de 1834 los británicos lograron recuperar el control de Puerto Soledad e izar su bandera.

### Primer oficial naval británico

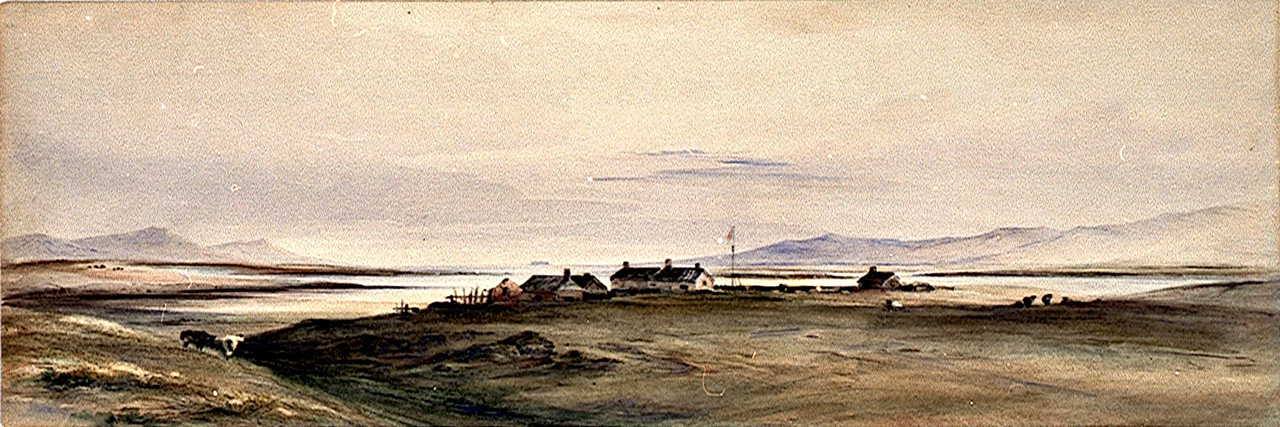
Puerto Soledad (o Puerto Luis) en 1834.

El 9 de enero de 1834, la HMS Hopeful a mando del teniente Rea llegó a la isla Soledad junto con la HMS Challenger, con el teniente Henry Smith a bordo, con el objetivo recuperar la isla para los británicos. Estaban acompañados también por dos barcos balleneros británicos. El capitán Seymour de la Challenger despachó al teniente Smith junto a 4 suboficiales y 30 soldados, que inmediatamente izaron la bandera británica, arriando la argentina, según algunas fuentes. Smith asumió al día siguiente el mando del archipiélago como primer gobernador de la colonia británica y ordenó la captura de los sublevados, refugiados en los cerros vecinos. La persecución duró dos meses, y se necesitó enviar varias expediciones de Royal Marines para obtenerlos. También ayudaron otros pobladores.
Los ingleses se reforzaron posteriormente con la HMS Beagle al mando de Robert Fitz Roy y la HMS Adventure. Finalmente, la rebelión pudo ser controlada, lográndose apresar a todos los gauchos rebeldes. El 18 de marzo, sabiendo que todos sus camaradas estaban presos y viéndose rodeado por dos grupos de fusileros, Rivero se entregó a los oficiales británicos.
Smith quedó como oficial naval a cargo de las islas, residiendo en Puerto Soledad, hasta abril de 1838 cuando fue sucedido por el teniente Robert Lowcay y John Tyssen en diciembre de ese mismo año.
El asentamiento de Puerto Soledad fue dejado en un estado en ruinas después de los asesinatos. Los 14 habitantes de la colonia, en su mayoría extranjeros, dedecidieron quedarse como comerciantes. En defensa de su concesión, Vernet hizo trámites y hasta ofreció que un hijo suyo fuera a las islas. Pero, los británicos se opusieron a todo y se quedaron con sus bienes, además de los corrales hechos por los gauchos en el interior de la isla. Igualmente Smith intentó que Vernet regresase a la isla en varias ocasiones, pero él estaba cada vez más involucrado en la disputa territorial junto con el Gobierno en Buenos Aires. Luego, todas las comunicaciones entre Vernet y Smith cesaron.

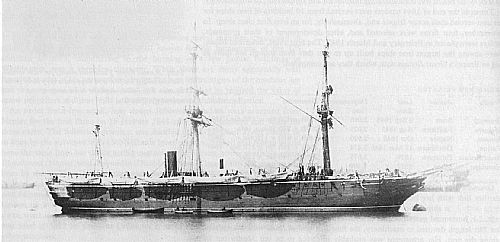
El HMS Simoom el último buque comandando por Smith y donde falleció.

Smith se puso a refaccionar los edificios habitables y renombró el asentamiento como Anson's Harbour. Como un asentamiento naval, la propiedad de Vernet se convirtió en un propiedad del ministerio de marina británico y en un principio el teniente Smith se encargó de cuidar la propiedad y dar cuentas a Vernet. Los bienes de la propiedad también quedaron en manos británicas.
Años más tarde, los británicos comenzaron formalmente con la colonización de las islas, trasladando la capital a Puerto Stanley, fundada en 1845.